# Eubazus aevenki
Eubazus aevenki är en stekelart som beskrevs av Sergey A. Belokobylskij 1994. Eubazus aevenki ingår i släktet Eubazus och familjen bracksteklar. Inga underarter finns listade i Catalogue of Life.